# آزمون مک‌موری
آزمون مک موری یا آزمون چرخشی مک موری (به انگلیسی:McMurray circumduction test) برای ارزیابی افراد از نظر پارگی در منیسک زانو مورد استفاده قرار می‌گیرد. پارگی در مینیسک ممکن است با ایجاد قطعه‌ای اضافه از منیسک در مفصل زانو-که گاه بین سطوح مفصلی گیر می‌افتد-باعث محدودیت حرکات و درد در زانو شود.
برای انجام تست، زانو توسط یک دست در امتداد خط مفصل، نگه داشته می‌شود و در حالی که پا (کف پا) با دست دیگر نگه داشته شده، زانو به‌طور کامل خم (فلکسیون) می‌شود؛ سپس معاینه‌کننده در حالی که زانو را از خم کامل تا ۹۰ درجه از فلکسیون، باز می‌کند (اکستنسیون) پا را به داخل می‌چرخاند (external rotation)؛ اگر معاینه‌کننده یک "ضربه" یا "کلیک" احساس کند و بیمار درد را ذکر کند، آزمون مثبت مک موری برای پارگی در قسمت خلفی مینیسک جانبی تلقی می‌شود؛ به همین ترتیب، می‌توان از چرخش خارجی (internal rotation) پا برای آزمایش قسمت خلفی مینیسک داخلی استفاده کرد.
آزمون مک موری به نام توماس پورتر مک موری  جراح ارتوپدی انگلیس اواخر قرن نوزدهم و اوایل قرن بیستم نامگذاری شده است، وی اولین کسی بود که این آزمون را توصیف کرد. توضیحات آزمون از آن زمان توسط نویسندگان مختلف نسبت به نسخه اصلی تغییر یافته است. این تغییرات آزمون‌های مختلفی با عملکردهای آماری متفاوت ایجاد کرده است.
طبق برخی منابع، حساسیت آزمون مک موری برای پارگی مینیسک داخلی ۵۳٪ و ویژگی آن ۵۹٪ است. در یک مطالعه اخیر، نتایج آزمایش بالینی با یافته‌های آرتروسکوپی و آرتروتومی به‌عنوان مرجع مقایسه شد. آزمون بالینی دارای حساسیت ۵۸.۵٪ ، ویژگی ۹۳.۴٪ و ارزش پیش‌بینی نتیجه مثبت ۶.۸۲٪ بود. یک مطالعه جدیدتر ویژگی ۹۷٪ برای پارگی منیسک را نشان داد.